# Bürgermeisterwahl in Litauen 2017
Die Bürgermeisterwahl in Litauen 2017 fand in der Rajongemeinde Jonava und in der Rajongemeinde Šakiai gemäß  dem Kommunalwahlgesetz der Republik Litauen  am 23. April 2017 und am 7. Mai 2017, zwei Jahre nach der Bürgermeisterwahl 2015, statt.

## Ausgangslage
Amtsinhaber in Jonava war Mindaugas Sinkevičius (LSPD), der sich 2015 in einer Bürgermeisterwahl gegen alle Kandidaten schon im ersten Wahlgang durchsetzen konnte, trat wegen des Angebots zum Amt als Wirtschaftsminister Litauens im Kabinett Skvernelis zurück. Seit Dezember 2016 war Eugenijus Sabutis (* 1975) kommissarischer Bürgermeister.
Amtsinhaber in Šakiai war Juozas Bertašius, LVŽS, der  wegen des Strafverfahrens gegen ihn zurücktrat.

## Sieger
- Šakiai: Edgaras Pilypaitis (1974),  	Tėvynės sąjunga - Lietuvos krikščionys demokratai
- Jonava: Eugenijus Sabutis (* 1975), LSDP